# 莫内斯捷
莫内斯捷（法語：Monestier，法語發音：[mɔnɛstje]）是法国多尔多涅省的一个市镇，属于贝尔热拉克区。

## 地理
莫内斯捷（44°46'24"N, 0°19'41"E）面积17.75 平方千米，位于法国新阿基坦大区多爾多涅省，该省份为法国西南部内陆省份，是法國本土面积第三大的省，大致对应佩里戈尔地区，北起顺时针与夏朗德省、上维埃纳省、科雷兹省、洛特省、洛特-加龙省、吉倫特省和滨海夏朗德省接壤。
与莫内斯捷接壤的市镇（或旧市镇、城区）包括：索西尼亚克、屈内日、加雅克和鲁亚克、利格、马尔格龙、卢贝斯-贝尔纳克、泰纳克、拉扎克德索西尼亚克。

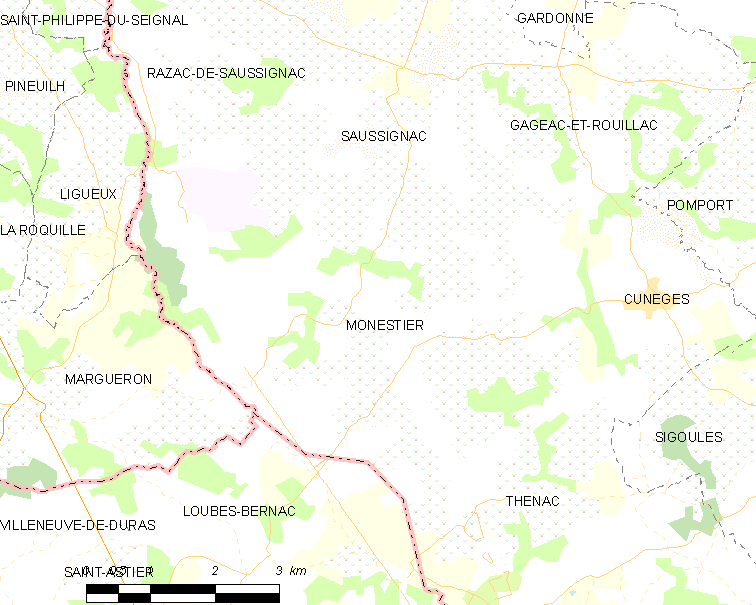
莫内斯捷的OSM定位图

莫内斯捷的时区为UTC+01:00、UTC+02:00（夏令时）。

## 行政
莫内斯捷的邮政编码为24240，INSEE市镇编码为24276。

## 政治
莫内斯捷所属的省级选区为南贝尔热拉库瓦县。

## 人口

1962-2008年间莫内斯捷人口变化图示

莫内斯捷于2022年1月1日时的人口数量为396人。